# زمین‌لرزه ۱۳۳۵ هرمزگان
زمین‌لرزه هرمزگان در تاریخ ۳۱ اکتبر ۱۹۵۶ میلادی، برابر با ‎۹ آبان ۱۳۳۵، ساعت ۱۴:۰۳:۴۹ به زمان یوتی‌سی در ایران رخ داد. ژرفای این زلزله ۳۵ کیلومتر بود. بزرگی آن ۶٫۸ در مقیاس Ms اعلام شده‌است. زمین‌لرزه به وقت محلی در روز چهارشنبه، ساعت ۱۷.۵ روی داده و منطقه زمانی آن یوتی‌سی +۳٫۵ بوده‌است .
سازمان زمین‌شناسی آمریکا نیز جای این زمین‌لرزه را در مختصات ۲۷°۱۲′شمالی ۵۴°۲۴′شرقی / ۲۷٫۲°شمالی ۵۴٫۴°شرقی و بزرگی آن را برابر با ۶٫۸ در مقیاس ریشتر اعلام کرده‌است. 
شمار کشتگان زلزله حدود ۴۱۰ نفر بوده‌است. تعداد زخمیان ۱۷۰ نفر برآورده شده‌است.